# Chalcides striatus
Espèce
Synonymes
- Zygnis striata Cuvier, 1829

Statut de conservation UICN

 LC  : Préoccupation mineure
Chalcides striatus, ou Scinque à trois doigts ou Seps strié, est une espèce de sauriens de la famille des Scincidae.

## Répartition
Cette espèce se rencontre :
- dans la France méditerranéenne ;
- à Gibraltar ;
- en Espagne ;
- au Portugal ;
- dans le nord-ouest de l'Italie en Ligurie.

## Description

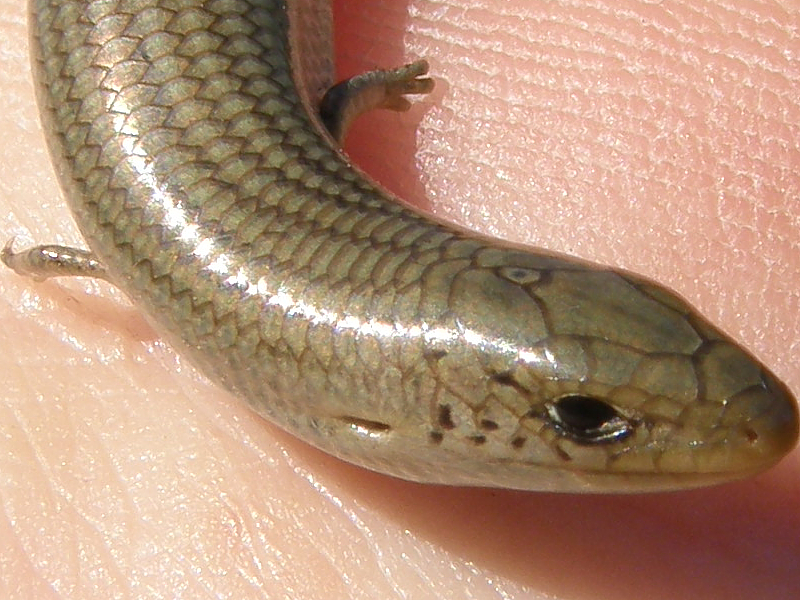
Détail de la tête.

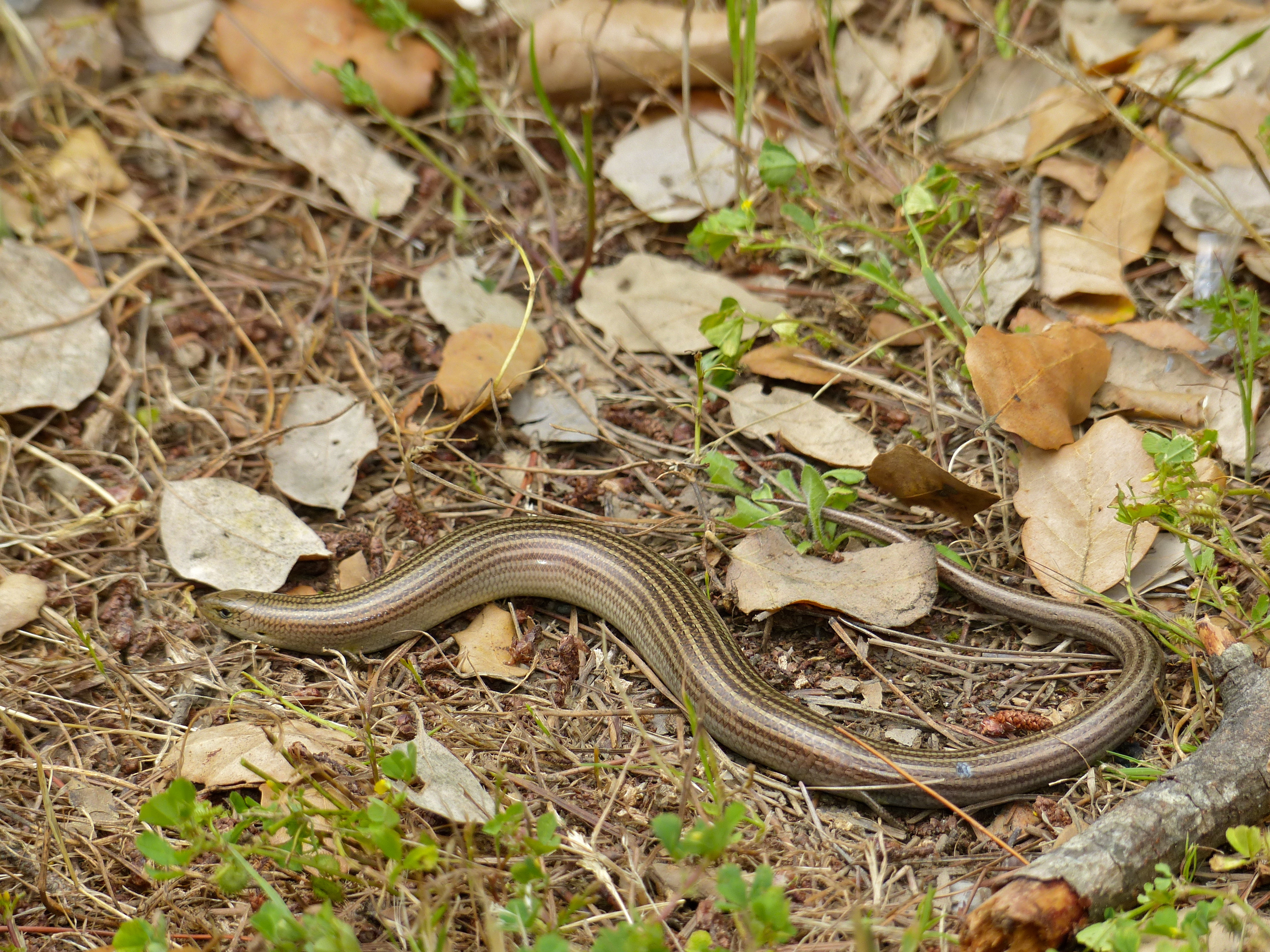
Chalcides striatus (Cantabrie, Espagne)

Chalcides striatus peut atteindre 30 cm de long.
Le corps est très allongé, et a une allure d'orvet. Les écailles sont lisses. Le corps est bronzé avec une dizaine de lignes longitudinales plus sombres. La face ventrale est blanc grisâtre.
On rencontre ce scinque dans les herbes hautes, principalement en montagne, mais à faible altitude, dans les endroits plutôt humides mais ensoleillés.
L'hibernation dure six mois.
L'alimentation se compose d'insectes, d'araignées, et de limaces.
L'espèce est vivipare : la femelle donne naissance de 5 à plus de 10 jeunes (parfois jusqu'à 20).

## Taxinomie
Chalcides striatus pourrait être une sous-espèce du taxon Chalcides chalcides. Celui-ci pouvant être subdivisé en Chalcides chalcides chalcides (Italie, Sicile et Elbe), Chalcides chalcides striatus (Sud de la France et péninsule Ibérique) et Chalcides chalcides vittatus (en Sardaigne).

## Étymologie
Le nom de cette espèce, striatus, vient du latin stria, « strie », en référence aux lignes sombres longitudinales que présentent généralement ses représentants.

## Publication originale
- Cuvier, 1829 : Le Règne Animal distribué, d'après son organisation, pour servir de base à l'Histoire Naturelle des Animaux et d'introduction à l'Anatomie Comparé. Nouvelle Édition. Les Reptiles. Déterville, Paris, vol. 2, p. 1-406 (texte intégral)